# Nicolas Jalabert
Pour les articles homonymes, voir Jalabert.
Nicolas Jalabert, né le 13 avril 1973 à Mazamet, est un cycliste français. Professionnel de 1995 à 2009, il prend sa retraite à l'issue de Paris-Tours, course qui coïncide avec l'arrêt de son équipe Agritubel. Il est le frère de Laurent Jalabert. En novembre 2009, il lance une activité de coaching sportif pour les cyclistes amateurs et professionnels.

## Palmarès

### Palmarès amateur
- 1990
  - L'Isle-Jourdain-Montauban
- 1991
  - 2e des Trois Jours d'Axel
- 1992
  - 2e étape du Tour des Landes (contre-la-montre)
  - 2e du championnat de Midi-Pyrénées sur route
  - 3e de Tercé-Tercé
- 1993
  - Tour de Loire-Atlantique
  - Jard-Les Herbiers
  - Grand Prix Rustines
  - Une étape du Tour de la Guadeloupe (contre-la-montre)[2]
  - 2e du Circuit de Vendée
  - 2e de Loire-Atlantique Espoirs
  - 2e de la Route Poitevine
  - 2e du Tour du Pays des Olonnes
  - 2e de la Pédale d'Or de Ligugé
- 1994
  -  Champion de France militaires sur route
  - Boucles du Tarn
  - 3e étape des Boucles de la Mayenne[2]
  - Paris-Tours espoirs
  - 2e des Boucles de la Mayenne
  - 2e de Loire-Atlantique Espoirs
  - 2e du Grand Prix d'Espéraza
  - 3e de Paris-Auxerre

### Palmarès professionnel
- 1995
  - Classement général de la Mi-août bretonne
- 1996
  - Grand Prix de Rennes
  - 3e étape du Tour de l'Avenir
  - 3e du Grand Prix du Nord-Pas-de-Calais
- 1997
  - Grand Prix de Rennes
  - Route Adélie
  - Classement général de la Coupe de France
- 2000
  - 1re étape du Tour de Catalogne (contre-la-montre par équipes)
  - 4e étape du Tour de France (contre-la-montre par équipes)
- 2001
  - 3e du Mémorial Rik Van Steenbergen
- 2002
  - 2e étape du Tour du Poitou-Charentes
  - 2e du championnat de France sur route
  - 2e du Karlsruher Versicherungs GP (avec Laurent Jalabert)
  - 3e du Tour du Poitou-Charentes
- 2003
  - Classement général du Tour de Basse-Saxe
  - 3e du Grand Prix de Plouay
- 2005
  - 1re étape du Tour de Catalogne (contre-la-montre par équipes)
  - 3e du championnat de France sur route
- 2007
  - Classic Loire-Atlantique
- 2009
  - 2e des Boucles du Sud Ardèche
  - 2e du Trophée des champions
  - 3e du Trophée des grimpeurs

## Résultats sur les grands tours

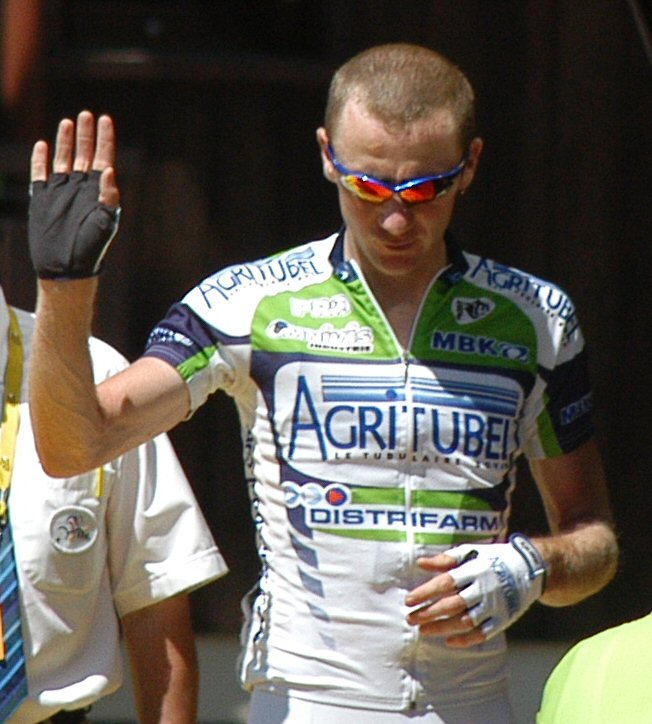
N. Jalabert au départ de la 8e étape du Tour de France 2007.

### Tour de France
10 participations
- 1997 : 135e
- 1998 : 49e
- 2000 : abandon (16e étape)
- 2001 : 115e
- 2003 : 106e
- 2004 : 82e
- 2005 : 138e
- 2006 : 103e
- 2007 : 114e
- 2008 : abandon (14e étape)

### Tour d'Espagne
3 participations
- 1999 : abandon (11e étape)
- 2004 : abandon (10e étape)
- 2006 : abandon (9e étape)

## Classements mondiaux
| Année           | 2007 | 2008 | 2009 |
| --------------- | ---- | ---- | ---- |
| UCI Europe Tour | 187e | 207e | 60e  |